# Révolte des Ikhwans
La révolte des Ikhwans (1927-1930) oppose ces derniers, une milice religieuse islamique, au roi saoudien Abdelaziz ben Abderrahmane Al Saoud qui était à l'origine de leur fondation vers 1912.

## Déroulement

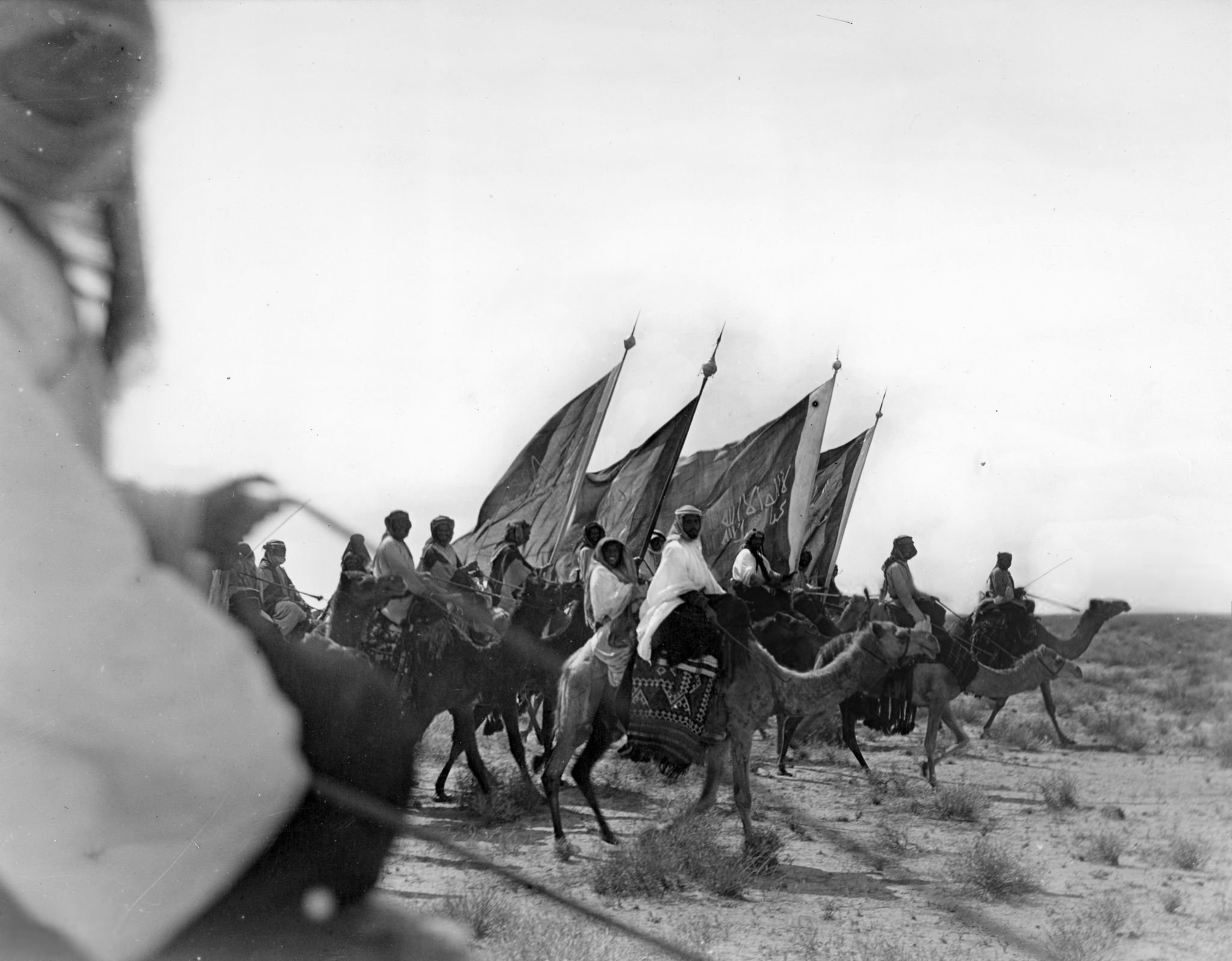
Troupes des Ikhwâns

L'Ikhwan (mot arabe qui signifie frères) est une milice religieuse islamique créée par Ibn Seoud vers 1912. Ses membres sont recrutés parmi les tribus bédouines. Elle constitue le socle de l'unification saoudienne par le souverain.
En 1926, les Ikhwans se rebellent contre Ibn Saoud, ils l'accusent d'impiété en introduisant une modernisation étrangère dans le royaume et de vivre dans le péché. Poursuivant leur jihad, ils attaquent des localités situées dans le Koweït, alors protectorat anglais, en janvier 1928. Les Britanniques craignant une expansion des raids et une éventuelle fraternisation de tribus koweïtiennes avec les Ikhwans, bombardent le Najd en représailles. Ibn Saoud se voit contraint de réagir et il fait déposer Ibn Houmayd ad Dawish, et Ibn Hithlayn, les leaders de la révolte, en octobre 1928. 
Ibn Seoud mène une armée désormais soutenue par quatre avions britanniques et 200 véhicules militaires, qui symbolisent la modernisation rejetée par les Ikhwans. Après les défaites de Sabilla et de Djebel Shammar (1929), et la mort des chefs rebelles, l'Ikhwan est éliminée en tant que force militaire organisée début 1930. Les forces irrégulières des Ikhwans survivants sont incorporées dans les forces de sécurité régulières d'Ibn Seoud.